# Arthur Jackson
Arthur Charles "Art" Jackson, född 15 maj 1918 i Brooklyn i New York, död 6 januari 2015 i Concord i New Hampshire, var en amerikansk sportskytt.
Jackson blev olympisk bronsmedaljör i gevär vid sommarspelen 1952 i Helsingfors.